# Уньян
Уньян (порт. Unhão)  —  район (фрегезия) в Португалии,  входит в округ Порту. Является составной частью муниципалитета  Фелгейраш. По старому административному делению входил в провинцию Дору-Литорал. Входит в экономико-статистический  субрегион Тамега, который входит в Северный регион. Население составляет 866 человек на 2001 год. Занимает площадь 3,62 км².
Покровителем района считается Иисус Христос (порт. Divino Salvador). 